# ديفيد بيتروس
ديفيد بيتروس (بالتشيكية: David Petrus)‏ (1 أغسطس 1987 بتشيكوسلوفاكيا - ) هو لاعب كرة قدم تشيكي في مركز الهجوم. لعب مع بانيك أوسترافا وFK Pardubice ‏.

## وصلات خارجية
- ديفيد بيتروس على موقع قاعدة بيانات كرة القدم.إي يو (الإنجليزية)
- ديفيد بيتروس على موقع Soccerway.com (الإنجليزية)